# Émile Vuillermoz
 (avril 2022).
Pour les articles homonymes, voir Vuillermoz.
Jean Joseph Émile Vuillermoz, né le 23 mai 1878 à Lyon et mort le 2 mars 1960 à Paris, est un compositeur, musicographe et critique musical français.
Connu également sous les pseudonymes de Gabriel Darcy ou Claude Bonvin, il fut en 1916 le fondateur de la critique cinématographique en France.

## Biographie
Émile Vuillermoz apprend l'orgue et le piano à Lyon tout en faisant ses études juridiques et littéraires. Puis, il entre au Conservatoire de Paris où il travaille l'harmonie avec Antoine Taudou et la composition avec Gabriel Fauré. Au début, il a un peu de succès avec quelques harmonisations du folklore français.
Membre du groupe des Apaches au début du XXe siècle, il est avec Maurice Ravel l'un des fondateurs de la Société musicale indépendante (SMI) (1909) et rédacteur de la Revue musicale SIM (Société internationale de musique) (à partir de 1911). Il est, ensuite, engagé comme critique musical d'autres journaux comme L'Excelsior, L'Illustration, L'Éclair et rédige des articles principalement pour Le Temps, Comœdia, Le Mercure. En 1918, dans un article intitulé "La musique de guerre, Rag-time et Jazz-band" il est un des premiers à proposer en France une analyse de la musique jazz, qui s'est répandue avec l'arrivée des troupes américaines sur le sol français à partir de 1917, en la confrontant aux tendances de la musique moderne , en particulier de Stravinsky, et du rôle des dissonances
Son apport à la critique cinématographique est moins connu. Pourtant, dès les années 1910-1920, la question du cinéma agite les milieux intellectuels et il est le fondateur en 1916 de la critique du cinéma en France. Ainsi, il participe à la critique des films nouveaux en éditant ses articles dans les journaux tels que Le Temps, Laine de bois, Candide et Paris-Presse. Dès 1930, il théorise l'impact de la télévision sur l'individualisation de la consommation du cinéma. Il devient  un membre du bureau de rédaction de L'impartial Français. En 1936, il est membre du jury de la Mostra de Venise. L'année suivante, il est chef d'orchestre pour l'enregistrement de la musique du film La Grande Illusion.
Dans les années 1935-1940, il est aussi le concepteur des cinéphonies, des courts métrages illustrant en images des œuvres musicales, telles que l'Ave Maria de Franz Schubert, Les Berceaux de Gabriel Fauré, La Fontaine d'Aréthuse de Karol Szymanowski, Children's Corner de Claude Debussy, de véritables clips avant l'heure.
Émile Vuillermoz est, également, à l'origine de la fondation du Concours international de jeunes chefs d’orchestre de Besançon (Doubs). Il organise la première de Ma mère l'Oye de Maurice Ravel.
C'est lui également, avec René Jeanne, qui pensa à un festival international du cinéma en France pour concurrencer la Mostra de Venise devenue trop politisée sous l'influence de Mussolini. Il soumit l'idée au ministre Jean Zay qui fut intéressé. De là est né le Festival de Cannes.
En 1940, il embrasse l'idéologie de la collaboration. Partisan de l'alliance avec l'Allemagne, il gravite dans les milieux collaborationnistes parisiens et va jusqu'à préfacer en 1944 un ouvrage publié de Philippe Henriot, Et s'ils débarquaient ?..., édité par l'agence de presse Inter-France de l'ancien critique musical Dominique Sordet. Quelques mois plus tard, il figure sur la liste des écrivains indésirables, dressée par le Comité national des écrivains.
Il est inhumé au columbarium du Père-Lachaise (case 6534).

## Ses principales œuvres musicales
- 10 morceaux mélodiques, études,
- Chansons franco-canadiennes,
- Auvergne-danses : bourrée de Chapdes-Beaufort (Puy-de-Dôme),
- Jardin d'amour, chanson

## Écrits

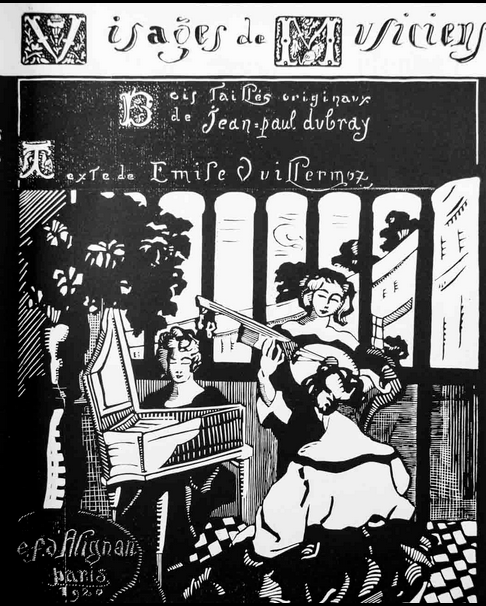
Visages de musiciens (1920), son premier ouvrage.

- Visages de musiciens […] accompagnés de vingt-quatre gloses et décorés de vingt-quatre bois dessinés et gravés par Jean-Paul Dubray E. F. d'Alignan, Paris 1920 [26 ff., ill., 24 portr., 46 cm]
- Arthur Honegger, avec Hoérée Arthur, Maurice Manuel, Romain Rolland et Paul Claudel (Publications techniques, Galerie Charpentier (Impr. centrale de la Presse), Paris 1943 [Collection Comœdia-Charpentier. Supplément : Petit cours de morale, extrait de "Suzanne et le Pacifique", cinq pièces inédites pour chant et piano, paroles de Jean Giraudoux, musique d'Arthur Honegger, 4 fig., portr., mus., 34 p., Paul Claudel, Sur la musique; Arthur Hoérée, : La Vie, l'œuvre, l'homme ; discographie; Roland-Manuel, Les cinquante ans; Émile Vuillermoz, Les Grandes réussites d'Honegger]
- La Vie amoureuse de Chopin. Collection Leurs amours, Ernest Flammarion, Paris 1927 [184 p., 8°]
- Chopin amoureux avec Bernard Gavoty. Paris, Genève, la Palatine (Rouen, Impr. rouennaise) 1960 [255 p., portrait sur la couv., 19 cm]
- Claude Debussy (préface de Bernard Gavoty). Genève, R. Kister 1957 [160 p., 17 cm]; ibid. version allemande  [162 p., 16 cm]; Paris, Flammarion (Doullens, impr. Sévin) 1962 [157 p., fac-sim. couv. ill.,; 21 cm]
- Gabriel Fauré (préface de Bernard Gavoty). Paris, Flammarion (Doullens, impr. Sévin) 1960 [207 p., portrait sur la couv., 21 cm]
- Une heure de musique avec Mendelssohn. Collection du musicien. Série classique (3), Impr. française de l'Édition, 12, rue de l'Abbé-de-l'Epée ; Éditions cosmopolites, 151 bis, rue Saint-Jacques, Paris 1930 (7 avril.) [Sélection et adaptation musicale de Mme Heda-Duvignau, 62 p., portrait, 8°]
- Musiques d'aujourd'hui (préface de Gabriel Fauré). Artistes d'hier et d'aujourd'hui, Éditions G. Crès et Cie, Paris 1923 [228 p., 8°]
- Histoire de la musique (édition complétée par Jacques Lonchampt), Paris, Fayard, coll. « Les Grandes études historiques », 1973, 8e éd. (1re éd. 1949, 480p. ), 598 p., 22 cm, 1 dépl.] Le Livre de poche, Paris 1977 [édition complétée par Jacques Lonchampt, 616 p., couv. ill. en coul., 17 cm]; Fayard, Paris 1979 [édition complétée par Jacques Lonchampt, 606 p., 23 cm]; Le Livre de poche, Fayard, Paris 1993 [réimpr. de l'édition de 1973, 623 p., couv. ill. en coul. ; 17 cm]
- Quelques pas de danse, L'Illustration n° 4944 du 4 décembre 1937; Texte illustré de dessins (aquarelles) de Serge Ivanoff.
- Critique musicale 1902-1960 : au bonheur des soirs. édition de Jacques Lonchampt, Paris, L'Harmattan, 2013, 579 p.